# Akbarpur (Ambedkar Nagar)
Akbarpur (Hindi: अकबरपुर, Urdu: اکبر پور; Akbarpur, [ˈʌkbʌrpʊr]) ist eine Stadt im indischen Bundesstaat Uttar Pradesh mit rund 110.000 Einwohnern (Volkszählung 2011).
Sie liegt 60 Kilometer südöstlich von Faizabad und 140 Kilometer nordwestlich von Varanasi im Osten der Region Awadh (Oudh) am Ufer des Flusses Tamsa (Tons). Die Stadt ist Verwaltungssitz des Distrikts Ambedkar Nagar.
Akbarpur ist nach dem Mogul-Kaiser Akbar I. benannt. Während dessen Herrschaftszeit im 16. Jahrhundert errichtete der lokale Machthaber Mohsin Khan eine Festung, die heute nur noch eine Ruine ist, und eine Brücke über den Tamsa in Akbarpur.
Die nationale Fernstraße NH 232 führt vom 50 km westsüdwestlich gelegenen Sultanpur über Akbarpur nach Basti.
Durch Akbarpur führt außerdem die Bahnstrecke von Varanasi nach Faizabad.